# NGC 5850
NGC 5850 este o liner situată în constelația Fecioara. A fost descoperită în 24 februarie 1786 de către William Herschel. Se află la o distanță de 37,9 de megaparseci de Pământ.